# Pionus fuscus
Pionus fuscus е вид птица от семейство Папагалови (Psittacidae).

## Разпространение
Видът е разпространен в Бразилия, Венецуела, Гвиана, Колумбия, Суринам и Френска Гвиана.